# Karmelgebergte
Het Karmelgebergte is een gebergte in het noordwesten van Israël van circa 500 meter hoogte. De Karmelberg is het noordelijkste gedeelte van dat gebergte.
Het gebergte strekt zich uit van de stad Haifa aan de Middellandse Zee tot het zuidoostelijk overloopt in de bergen van Samaria, in de buurt van Jenin. De heuvels van Samaria waarin het Karmelgebergte uitloopt worden ook wel tot het Karmelgebergte gerekend.
Ten noorden van het Karmelgebergte ligt de laagvlakte van Akko, ten zuiden ervan de laagvlakte van Sharon.
Voor diverse religies is het gebergte van belang: het jodendom, christendom, de druzen en het Bahá'í-geloof. De profeet Elia zou volgens de (Hebreeuwse) Bijbel op het Karmelgebergte hebben gewoond, en een grot wordt vandaag de dag nog aangewezen als de grot van Elia. Verder heeft de internationale Bahá'í-gemeenschap op de Karmel haar hoofdkwartier.
Op het Karmelgebergte ligt ook een katholiek klooster dat is toegewijd aan de Heilige Maagd Maria van de berg Karmel. Dit klooster wordt bewoond door Karmelieten. De orde van de Karmelieten werd in de 13e eeuw gesticht. De berg Karmel trok christelijke kluizenaars aan, die in hermitages een teruggetrokken bestaan van gebed en meditatie leidden.
Er was ook een aan Maria (Onze Lieve Vrouw) gewijde kapel. Toen in de 13e eeuw de Moslims Palestina weer in handen kregen, werd de orde gesticht en week men uit naar Europa.
Op het Karmelgebergte liggen diverse steden en dorpen met druzische bevolking, zoals Daliat-el-Karmel, Isfiya, en Muhraka.
In grotten van het Karmelgebergte, zoals Kebara en Skhul, zijn enige van de belangrijkste vondsten van zowel neanderthalers als de vroege moderne mens gevonden.

## Zie ook

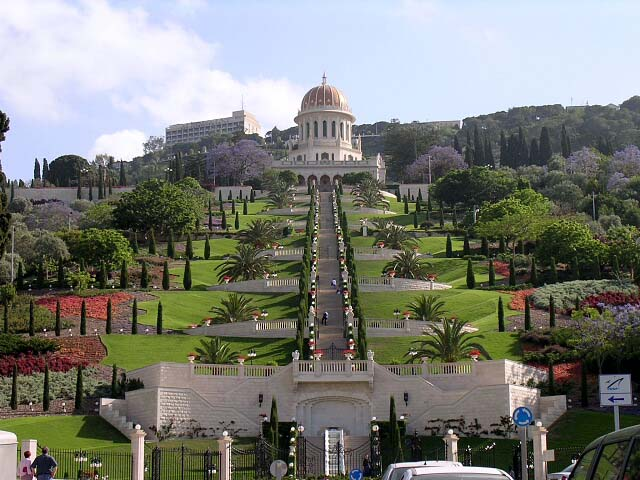
De Bahá'í-tuinen en -tempel in Haifa liggen op de helling van de Karmelberg
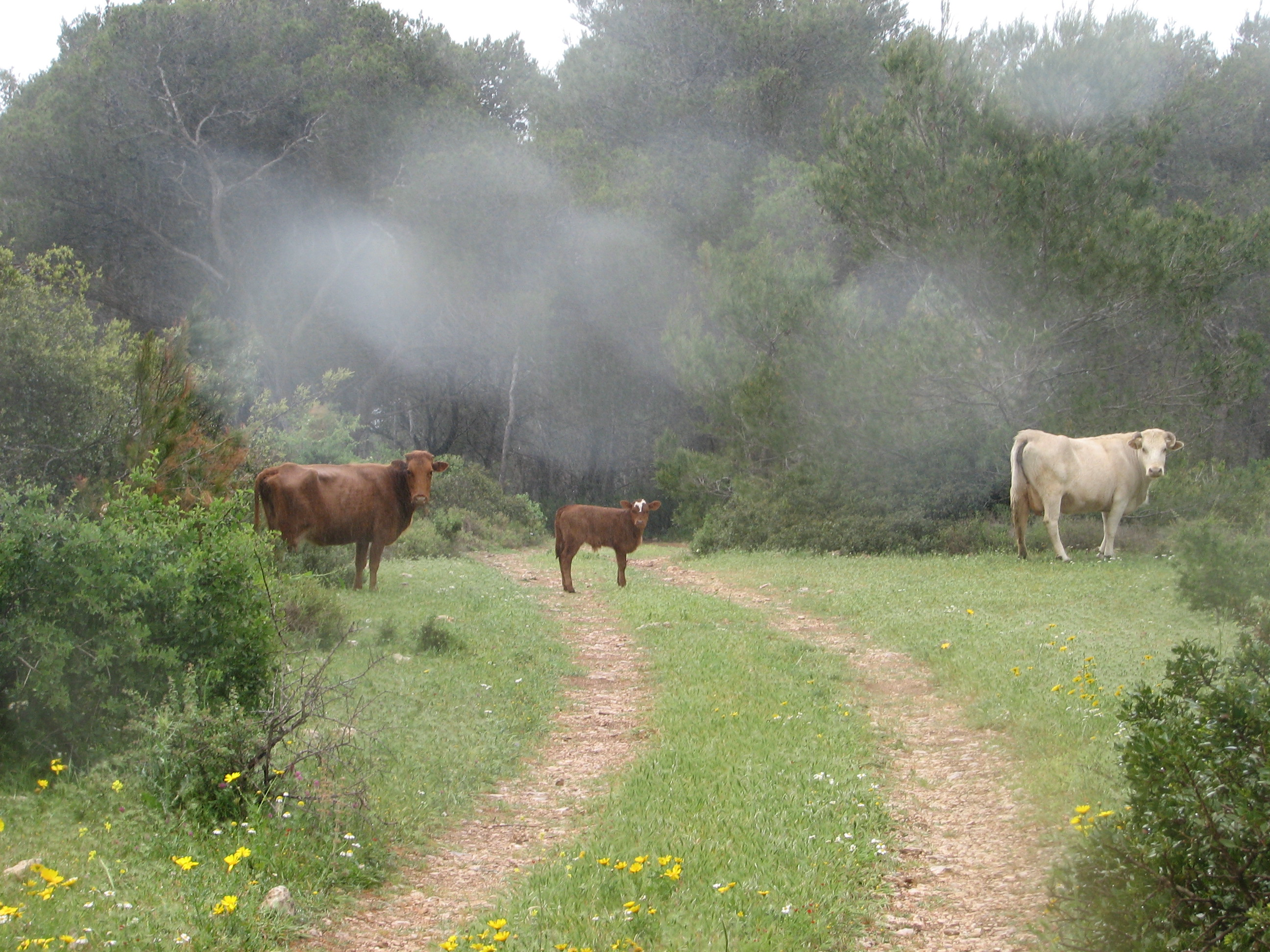
Nationaal park Carmel
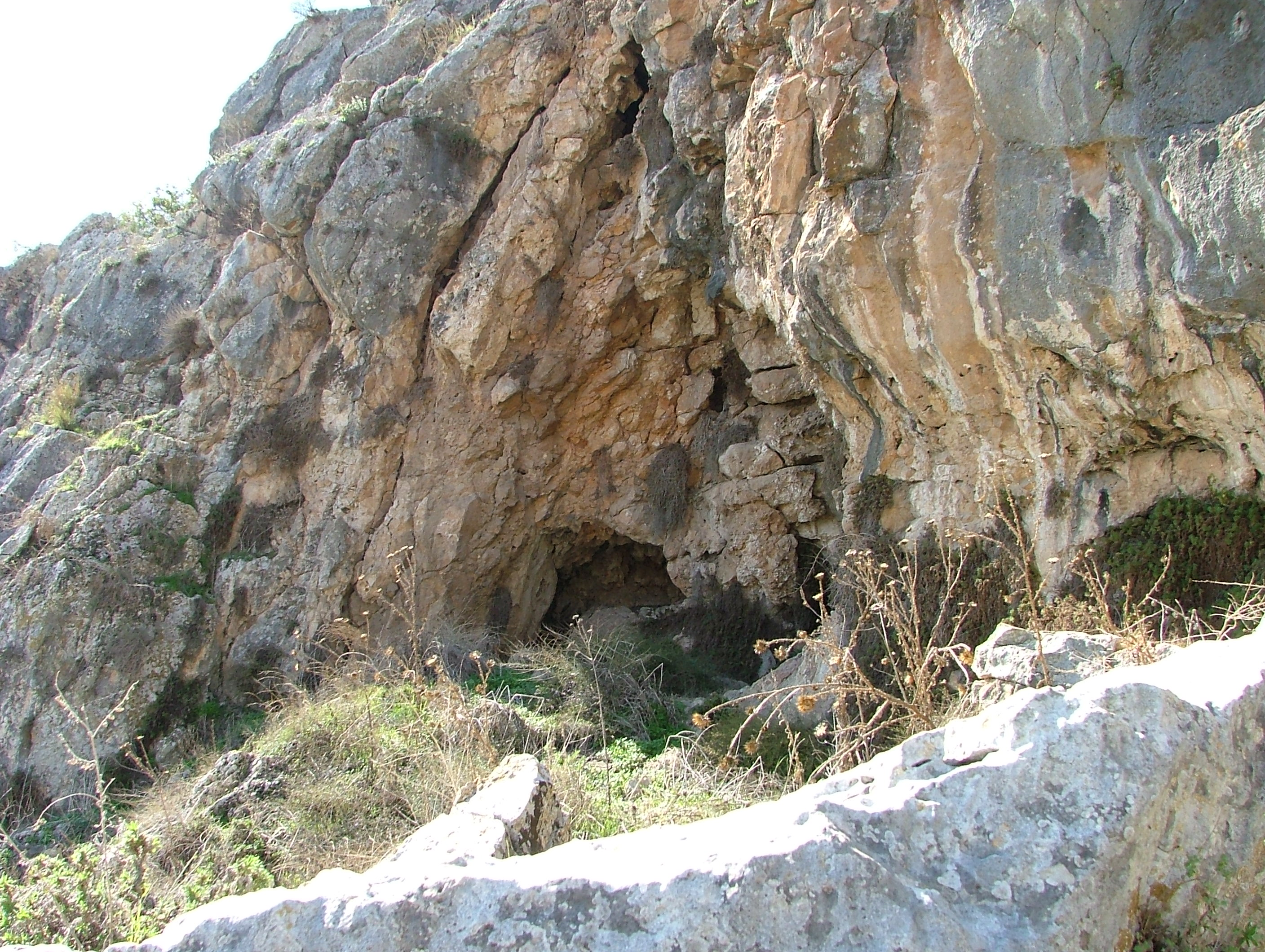
Grotten aan de noordelijke flank